# Момичето с перлената обица (саундтрак)
 Тази статия е за саундтрака.  За други значения вижте Момичето с перлената обица.  
„Момичето с перлената обица“ е саундтрак към едноименния филм от 2003 г., на режисьора Питър Уебър, с участието на Скарлет Йохансон и Колин Фърт. Автор на музиката към филма е френският композитор Александър Деспла.

## Номинации
Саундтракът получава номинации за престижни награди:
- Златен глобус за филмова музика (наградата печели саундтракът към филма „Властелинът на пръстените: Завръщането на краля“)
- BAFTA за най-добра филмова музика (наградата печели саундтракът към филма „Студена планина“)